# Estudiantes de Medicina
Club Deportivo Estudiantes de Medicina – peruwiański klub piłkarski z siedzibą w mieście Ica, stolicy regionu Ica.

## Osiągnięcia
- Liga de Ica (6): 1995, 1996, 1997, 1998, 1999, 2000
- Copa Perú: 2000

## Historia
Klub założony został 15 września 1975 roku i gra obecnie w lidze regionalnej. W roku 2001 grając w pierwszej lidze (Primera división peruana) Estudiantes de Medicina zajął drugie miejsce w końcowej tabeli turnieju Clausura. W sumie w pierwszej lidze klub rozegrał cztery sezony od roku 2001 do 2004.